# Lanzenspitze

Lanzenspitze

Die Lanzenspitze, auch Otelle(s) oder Lanzenflügel in der Heraldik bezeichnet, ist in der Wappenkunde eine gemeine Figur.
Dargestellt wird im Wappen ein zur Wappenfarbe unterschiedlich gefärbtes mandelähnliche Motiv. Das Motiv besteht aus vier andreaskreuzweise gegenübergestellten kleinen Flächen. Bevorzugt wird Silber und Gold als Tinktur. Die Möglichkeit der halbseitigen Darstellung (zwei rechts oder zwei links oder zwei oben und unten) ist seltener im Wappen. Diese Darstellung ist entsprechend zu beschreiben.
Der Begriff Otelle ist der gallischen Sprache entlehnt und bedeutet geschälte Mandel.